# Друцкой, Сергей Александрович
Сергей Александрович Друцкой (1869—1920/2/9) — российский военный юрист.

## Происхождение
Сын статского советника князя Александра Дмитриевича Друцкого (1837 — ?) и Надежды Дмитриевны урожд. Путиловой (1840-е — 1882).

## Образование
Окончил Николаевский кадетский корпус, Александровское военное училище, Александровскую военно-юридическую академию  (1896; по 1-му разряду).

## Служба
Выпущен подпоручиком (старшинство от 09.08.1888) с зачислением по армейской пехоте и прикомандированием к лейб-гвардии 2-му стрелковому батальону. Поручик (старшинство от 09.08.1892). На 29.05.1896 в том же чине — в 3-м гренадерском Перновском полку. Штабс-капитан (чин присвоен 29.05.1896; старшинство от 29.05.1896; за отличные успехи в науках). Кандидат на военно-судную должность (4 г. 9 мес.). Помощник военного прокурора Варшавского военно-окружного суда (10 мес.). Капитан (старшинство от 05.04.1898). Подполковник (старшинство от 14.04.1902).
В 1902 году защитил диссертацию «Причины невменения в военно-уголовном праве».
В 1903 году был назначен экстраординарным профессором на кафедре военно-уголовного права, читая в то же время в Академии курс «Истории русского военного права».
В 1906—1907 годах заведовал в канцелярии Государственной Думы законодательным и финансовым отделами.
В 1909—1917 годах — ординарный профессор военно-уголовного права и истории русского военного законодательства Александровской военно-юридической академии.
С 1913 года — генерал-майор.
С 1918 года служил в Московском народном банке. 
19.10.1920 был арестован ВЧК и заключен в тюрьму в Кисельном переулке. По ходатайству Политического Красного Креста был освобожден.

## Авторство
Публиковал статьи по юридическим и общественным вопросам в газетах и журналах «Варшавский Дневник», «Варшавский Военный Журнал», «Русь», «Право»; в сборниках «После войны», «Помни войну». Сотрудничал с «Военным Голосом», «Словом» и «Политической энциклопедией».

## Награды
- Орден Св. Анны 3-й ст. (1904)
- Орден Св. Станислава 2-й ст. (1909)
- Орден святого Владимира III степени (1913).
- Орден Св. Станислава 1-й ст. (ВП 22.03.1915; с 01.01.1915)
- Орден Св. Анны 1-й ст. (ВП 30.07.1915)
- Орден Св. Владимира 2-й ст. (ВП 06.12.1916)